# 藝術與歷史博物館
藝術與歷史博物館（法語：Musée Art & Histoire）坐落于比利时布鲁塞尔五十周年纪念公园内。它是皇家艺术与历史博物馆的一部分，后者是比利时科学政策部（BELSPO）的机构。博物館在2018年更名前，名爲五十周年纪念博物馆（法語：Musée du Cinquantenaire）。